# Gout-Rossignol
Gout-Rossignol é uma comuna francesa na região administrativa da Nova Aquitânia, no departamento Dordonha. Estende-se por uma área de 24,37 km². Em 2010 a comuna tinha 381 habitantes (densidade: 15,6 hab./km²).